# Haunwang
Haunwang ist ein Ortsteil der Gemeinde  Eching im niederbayerischen Landkreis Landshut. 

## Lage
Das Kirchdorf Haunwang liegt im Isar-Inn-Hügelland etwa drei Kilometer südlich von Eching und etwa ebenso weit nördlich von Buch am Erlbach.

## Geschichte
Bereits in einer freisingischen Urkunde von etwa 784 wird ein Landeigentümer „Deotilo ad locum Huneswanc“ aufgeführt. Haunwang war im Mittelalter Sitz eines adeligen Rittergeschlechts. Adalram von Haunwang verfügte um 1046, dass nach seinem und seines Mitbesitzers Tod ein bestimmtes Gut an das Stift St. Kastulus in Moosburg fallen solle. Im 12. und 13. Jahrhundert erscheinen urkundlich noch Eppo von Haunwang und Gebhart und Rapot von Haunwang. Im Jahr 1317 verkauft Berthold der Öder von "Hawnwanch" (Haunwang) seinen Hof "daz Hofhaim" an Eberhart den Zilshauser.
Die Preysing auf Schloss Kronwinkl übernahmen den Besitz der Edlen von Haunwang und vergaben im Laufe der folgenden Jahrhunderte hier die Sölden und Besitztümer. Haunwang bildete eine Obmannschaft im Landgericht Erding und bestand 1752 aus 19 Anwesen.
Die zu Beginn des 19. Jahrhunderts gebildete Gemeinde Haunwang mit den Ortsteilen Haunwang, Mühlstätten und Wier kam zum Landgericht Landshut. 1868 hatte sie 208, 1896 214 Einwohner. Im Zuge der Gebietsreform in Bayern wurde die Gemeinde Haunwang am 1. Oktober 1970 in die Gemeinde Eching eingegliedert. 1987 lebten in Haunwang 228 Personen.

## Sehenswürdigkeiten
- Filialkirche St. Katharina. An die ursprünglich romanische Kirche wurde um 1500 an Stelle der Apsis der jetzige gotische Chorraum und die heutige Sakristei angebaut. Um 1600 erhöhte man das Dach des Kirchenschiffes auf die gleiche Höhe des Chorraumes, der Turm wurde erhöht und erhielt zudem eine Zwiebelhaube. In dieser Zeit wurde auch der gotische Flügelaltar entfernt und durch einen barocken Hochaltar sowie barocke Seitenaltäre ersetzt. 1872 bekam der Turm wieder eine Spitzhaube. Die Einrichtung der Kirche ist barock, nur eine Marienstatue, die in einem Rosenkranz vor dem Chorbogen hängt, erinnert noch an die spätgotische Ausstattung.

## Vereine
- Eichenlaubschützen Haunwang
- Freiwillige Feuerwehr Haunwang
- Bayerisches Bier Brauchtum 1516